# Anatolij Minczenko
Anatolij Kałenykowycz Minczenko, uk. Анатолій Каленикович Мінченко (ur. 15 listopada 1939 w Dniepropetrowsku) – ukraiński ekonomista, polityk, minister gospodarki Ukrainy w latach 1991–1992.

## Życiorys
W 1957 roku ukończył studia budowlane. Pracował jako ślusarz, monter, inżynier w różnych fabrykach, służył w armii radzieckiej.
W 1989 ukończył studia inżynierskie na uniwersytecie w Dnieprze. Po wstąpieniu do KPZR w 1973 roku, rozpoczął pracę w Państwowym Komitecie USRR. 21 maja 1991 roku został ministrem gospodarki USRR, a potem został pierwszym ministrem gospodarki niepodległej Ukrainy. 29 lutego 1991 został przeniesiony na stanowisko ministra aktywów państwowych Ukrainy.
W latach 1992–1993 był przewodniczącym państwowego komitetu ds. zasobów materialnych, głowa ukraińskiego związku przemysłowców i przedsiębiorców. W latach 1997–1999 ponownie został przewodniczącym państwowego komitetu ds. zasobów materialnych.

## Odznaczenia
- Order „Za zasługi” III stopnia (1999)[5]